# 假道伐虢
假道伐虢是兵法三十六计的第二十四计。
春秋時代，虞國內亂，西虢國虢公率兵協助虞國平息內亂，虞、西虢國遂成兄弟城邦。而晉國欲向虞國借路攻打虢國，晉獻公以美玉、良馬、美女利誘，虞公因此借道。晉國滅虢回師途中，亦滅虞國。後指以向對方借路為名，而行滅亡對方之實的計謀。亦作：假途伐虢。
兩大之間，敵脅以從，我假以勢。困，有言不信。